# Diospyros phanrangensis
Diospyros phanrangensis är en tvåhjärtbladig växtart som beskrevs av Paul Lecomte. Diospyros phanrangensis ingår i släktet Diospyros och familjen Ebenaceae. Inga underarter finns listade i Catalogue of Life.